# Drina
Drina (serbisk kyrilliskaː Дрина. Latin: Drinus) är en flod i sydöstra Europa. Den bildar gräns mellan Bosnien och Hercegovina och Serbien. Tidigare utgjorde floden gräns mellan Östrom och Västrom. Drinas längd är 346 km, dess avrinningsområde 19 570 km². Drina är ett biflöde till Sava. Flodens medelflöde vid mynningen i Sava är 370 m³/s.
En berömd roman av nobelpristagaren Ivo Andrić, Bron över Drina, handlar om vad som hänt i staden Višegrad under århundraden, en dramatisk och grym historia.